# Grevens tid
[I] Grevens tid, uttryck med sannolikt ursprung i att folket i Per Brahe den yngres närhet ansåg att det var gott att leva under dennes beskydd och tid. Uttrycket åsyftar åtminstone i Finland, direkt på greve Per Brahe. På finska lyder uttrycket "kreivin aikaan" och även om inte alla finländare direkt kommer att tänka på Per Brahe, så vet man att om det sker "i grevens tid" eller "i sista stund", så slutar det lyckligt. Finländarna minns grevens tid som något positivt.
"I grevens tid" kan i betydelsen "i sista stund" också härledas till den gamla sedvänjan att man kom senare till en begivenhet, ju finare man var – och sist kom greven (utom när kungafamiljen var inblandad). Jämför "fint folk kommer sent".